# Kilensari
Kilensari is een bestuurslaag in het regentschap Situbondo van de provincie Oost-Java, Indonesië. Kilensari telt 12.552 inwoners (volkstelling 2010).